# کریستینا نیگو
کریستینا نیگو (انگلیسی: Cristina Neagu؛ زادهٔ ۲۶ اوت ۱۹۸۸)
کریستینا جورجیانا ناگو (تلفظ در رومانیایی: [krisˈtina ˈne̯aɡu]؛ زادهٔ ۲۶ اوت ۱۹۸۸) بازیکن حرفه‌ای هندبال رومانیایی است که در پست بک چپ برای باشگاه ورزشی شهرداری بخارست بازی می‌کند و سابقاً در تیم ملی رومانی حضور داشت.
کریستینا ناگو اغلب به عنوان بهترین بازیکن هندبال جهان در نظر گرفته می‌شود و بسیاری او را بزرگ‌ترین بازیکن تمام دوران می‌دانند. او تنها بازیکن زن تاریخ هندبال است که چهار بار جایزه بازیکن سال جهان IHF (این جایزه از ۱۹۸۸ برای مردان و از ۱۹۹۴ برای زنان اعطا شده است) را دریافت کرده است (در سال‌های ۲۰۱۰، ۲۰۱۵، ۲۰۱۶ و ۲۰۱۸). او همچنین در سال‌های ۲۰۱۷ و ۲۰۱۸ جایزه EHF بازیکن سال را دریافت کرد که یک رکورد محسوب می‌شود. ناگو هفت بار به تیم آل‌استار لیگ قهرمانان اروپا (۲۰۱۵–۲۰۱۸ و ۲۰۲۰–۲۰۲۲) انتخاب شده است.
به عنوان یک گلزن توانمند، ناگو رکورد بیشترین گل زده در مسابقات قهرمانی اروپا را با ۳۰۳ گل در اختیار دارد. او در قهرمانی جهان ۲۰۱۵ بهترین گلزن مسابقات بود و به عنوان ارزشمندترین بازیکن تورنمنت انتخاب شد. همچنین او در فصل‌های ۲۰۱۴–۱۵، ۲۰۱۷–۱۸ و ۲۰۲۱–۲۲ بهترین گلزن لیگ قهرمانان اروپا بود.
ناگو در سال ۲۰۱۷ عنوان Cetățean de onoare («شهروند افتخاری») بخارست را دریافت کرد.

## زندگی
کریستینا ناگو دختر واسیلکا و کنستانتین ناگو است. او در بخارست متولد شد و در منطقه غنچه‌آ بزرگ شد و کوچک‌ترین فرزند خانواده بود. مربی مدرسه محلی، ماریا کوواچی، او را در ۱۲ سالگی با هندبال آشنا کرد.

## دوران حرفه‌ای

### مصدومیت
در فصل ۲۰۱۰–۱۱، غضروف شانه راست او آسیب دید. در ۱۰ اکتبر ۲۰۱۲، ناگو پس از ۶۰۵ روز (تقریباً ۱ سال و ۷ ماه) از مصدومیت بازگشت و دوباره در لیگ هندبال زنان رومانی بازی کرد، پس از اینکه مدت طولانی تحت درمان در ایالات متحده آمریکا قرار داشت.
او دوباره در ژانویه ۲۰۱۳ در یک جلسه تمرینی دچار مصدومیت شد. ناگو پس از جراحی روی رباط‌های صلیبی زانوی چپ خود، شش ماه از میدان‌ها دور بود.

### بازگشت و دوران بعدی حرفه‌ای
پس از نزدیک به دو سال و نیم مصدومیت، نئاگو بار دیگر به مرحله نهایی لیگ قهرمانان رسید، این بار در سال ۲۰۱۴ با تیم مونته‌نگرویی بودوچنوست.
در ۲۱ دسامبر ۲۰۱۴، او به عنوان بهترین بازیکن جناح چپ قهرمانی هندبال زنان اروپا ۲۰۱۴ انتخاب شد. همچنین او یکی از بهترین گلزنان این رقابت‌ها بود و در رده دوم برترین گلزنان قرار گرفت.
پس از یک فصل درخشان در ۲۰۱۳–۱۴، نئاگو بار دیگر برای جایزه بهترین بازیکن سال هندبال جهان نامزد شد، اما این بار رقابت را به ادوآردا آموریم واگذار کرد و با ۲۵٫۸٪ آرا، به عنوان دومین بازیکن برتر جهان معرفی شد.
نئاگو نخستین قهرمانی خود در لیگ قهرمانان را لیگ قهرمانان هندبال زنان اروپا ۲۰۱۴–۱۵ پس از فصلی درخشان به دست آورد. او در کنار آندریا پنیزیچ در صدر جدول گلزنان ایستاد و به عنوان بهترین بازیکن جناح چپ این رقابت‌ها انتخاب شد.
او به عنوان باارزش‌ترین بازیکن (MVP) قهرمانی جهان ۲۰۱۵ در دانمارک برگزیده شد، جایی که با ۶۳ گل، بهترین گلزن رقابت‌ها بود.
نئاگو سه بار به مرحله نهایی لیگ قهرمانان رسیده است (۲۰۱۰، ۲۰۱۴ و ۲۰۱۵). همچنین او سه بار در تیم ستارگان قهرمانی اروپا حضور داشته است (۲۰۱۰، ۲۰۱۴ و ۲۰۱۶). او در قهرمانی هندبال زنان اروپا ۲۰۱۰ مدال برنز کسب کرد و در عین حال بهترین گلزن و برترین پاسور این رقابت‌ها بود.
یک مصدومیت شدید بار دیگر نئاگو را از میدان‌ها دور کرد. او در آخرین بازی مرحله اصلی مقابل مجارستان در قهرمانی هندبال زنان اروپا ۲۰۱۸ دچار پارگی آسیب رباط صلیبی پیشین شد و مجبور به جراحی زانوی راست خود گردید.

## زندگی شخصی
نئاگو طرفدار پروپاقرص فوتبال و از هواداران سرسخت تیم محلی باشگاه فوتبال اف‌سی‌اس‌بی است و مسابقات این تیم را در ورزشگاه ملی رومانی از نزدیک دنبال می‌کند.